# General
General este cel mai înalt grad militar în majoritatea țărilor. În unele țări există și un grad superior celui de general, mareșalul.
Prin termenul „general” este numit atât gradul militar în sine, cât și posesorul lui. În unele țări gradul de general este divizat în câteva categorii, cum ar fi general de brigadă, general-maior, general de divizie, general-locotenent, general-colonel etc. De regulă, gradul există numai în forțele terestre și cele aeriene, iar în cadrul forțelor navale echivalentul său este gradul de amiral.
Își are originea prin prescurtarea gradului de „căpitan general”, provenit din franceză: capitaine général. Gradul de general are codul OF-9 în standardul gradelor militare al NATO.

## În România
General este cel mai înalt grad militar din Armata Română, fiind inferior gradului de mareșal care se acordă doar în timp de război. Acest grad există numai în forțele terestre și aeriene, în cadrul forțelor navale el poartă denumirea de amiral. Gradul de general individualizează prin aplicarea a patru stele pe epoleții uniformei militare.

## În Republica Moldova
În Republica Moldova „general” este gradul suprem și este divizat în: general de brigadă, general de divizie și general de corp.
Gradele de „general de corp”, „general de divizie” și „general de brigadă” se conferă de către Președintele Republicii Moldova la propunerea ministerului apărării, coordonată cu comisia permanentă respectivă a Parlamentului. Modul de conferire, de retrogradare și de restabilire în grad a altor categorii de militari ai Forțelor Armate se stabilește de „Regulamentul satisfacerii serviciului militar de către soldați, sergenți și ofițeri ai Forțelor Armate”, aprobat de Guvern. La gradele militare ale cetățenilor care se află în retragere, se adaugă cuvintele „în retragere”, iar celor care satisfac serviciul în rezervă, se adaugă cuvintele „în rezervă”.
Până la 10 aprilie 2012, în Republica Moldova au fost acordate 59 de grade de general.

## În Rusia
În Rusia gradul de general a fost atestat pentru prima oară încă la 1654: Alexander Leslie of Auchintoul⁠(ru)[traduceți] (în rusă Александр Ульянович Лесли) fiind ridicat la rang de general pentru recuperarea Smolenskului⁠(en)[traduceți].

## Însemnele pentru gradul de general în trupele terestre

SUA: General
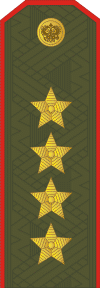
Rusia: Генерал армии
Marea Britanie: General
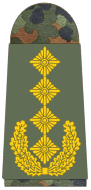
Germania: General
Franţa: Général
Italia: Generale
Grecia: Strategos
Olanda: Generaal
Danemarca: Generaler
Portugalia: General
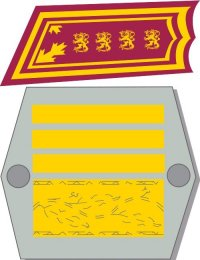
Finlanda: Kenraali
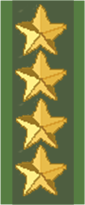
Suedia: General
Norvegia: General
Polonia: Generał
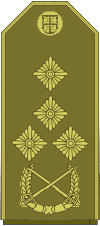
Serbia: General
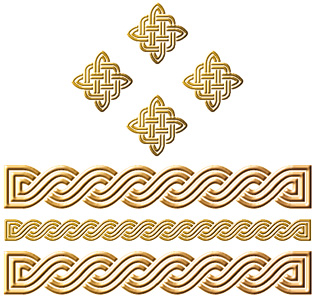
Croaţia: General
Ungaria: Vezérezredes
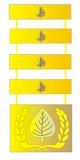
Slovenia: General
Columbia: General
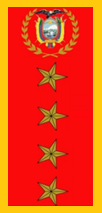
Ecuador: General
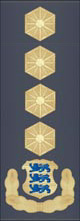
Estonia: General
Israel: Rav aluf
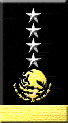
Mexic: General
Coreea de Sud: 대장 (大將) Daejang
Thailanda: พลเอก [Phon Ek